# Paul Janet (Physiker)
Paul André-Marie Janet (* 10. Januar 1863 in Paris; † 21. Februar 1937 in Malakoff) war ein französischer Physiker.

## Leben
Er wurde in Paris als Sohn von Paul Janet, einem Professor für Philosophie an der Sorbonne geboren. Im Alter von neun Jahren wurde er Schüler das Lycée Louis-le-Grand in Paris, an der sein Vater für einige Zeit im Fachgebiet Logik unterrichtet hatte.
Der Besuch der Internationalen Elektrizitätsausstellung des Jahres 1881 in Paris faszinierte ihn so sehr, dass er sich gegen die Tradition seiner Familie für ein naturwissenschaftliches Studium entschied. Ab 1883 besuchte er die École normale supérieure und hörte die Vorlesungen von Jules Violle, bis er im Jahr 1886 seinen Universitätsabschluss in Physikwissenschaft erhielt.
Im Alter von 23 Jahren arbeitete er an der wissenschaftlichen Fakultät der Universität Grenoble, an die ihn Jules Violle für seine Dissertation empfohlen hatte. Im Jahr 1887 verfasste er dann seine Arbeit mit dem Titel Transversale Magnetisierung eines Leiters und beschrieb darin die Grundlagen der elektromagnetischen Aufzeichnung von Ton und Sprache. Davon unabhängig hatte Oberlin Smith in den Vereinigten Staaten einen vergleichbaren Gedanken bereits 1878 als patent caveat eingereicht, die Voranmeldung für einen späteren Patentantrag. An die Öffentlichkeit brachte Smith seine Idee aber erst mit dem Leserbrief Some possible forms of phonograph, der am 29. September 1888 in der Zeitschrift The Electrical World veröffentlicht wurde und es war der dänische Erfinder Valdemar Poulsen, dem mit seinem Telegraphon erstmals gelang, dafür ein funktionsfähiges Gerät zu konstruieren.
Im Jahr 1893 übernahm er die Professur an seiner Fakultät und richtete in erfolgreicher Zusammenarbeit mit in der näheren Umgebung ansässiger Industrie, ein eigenes Institut für Elektrotechnik mit einem für damalige Verhältnisse sehr fortschrittlichen Experimentallabor ein. Von den Vorteilen eines solchen Wissensaustausches für die Lehre war er so überzeugt, dass er mehrere Bücher über angewandte Elektrizität verfasste. Sein Nachfolger wurde Joseph Pionchon im Jahr 1994. Paul Janet wechselte nach Paris an die École normale supérieure und übernahm die Leitung des Laboratoire central d'électricité (dt.: Zentrallabor für Elektrizität).
Ab November 1894 lehrte er Physik an der naturwissenschaftlichen Fakultät in Paris, arbeitete von 1895 bis 1897 am Lehrstuhl von Georges Urbain, wurde um 1900 zum Assistenzprofessor und am 1. November 1901 schließlich ordentlicher Professor für das Fachgebiet Elektrotechnik. Diesen Lehrstuhl hielt er bis 25. Juni 1922. Am 8. Dezember 1919 wurde er als Mitglied in die Pariser Académie des sciences gewählt, aus der er sich erst 1934 aus Altersgründen zurückzog. Ebenfalls 1934 wurde er in die American Academy of Arts and Sciences aufgenommen.
Ihm zu Ehren, trägt heute ein Hörsaal an der École supérieure d’électricité (Supélec) seinen Namen.

## Werke
Mit seiner Arbeit über die Transversale Magnetisierbarkeit eines Leiters deutete er die Möglichkeit einer magnetischen Tonaufzeichnung auf Stahldraht an. Dazu hatte er bei Experimenten mit einer Einwindungsspule auf einem mit Eisenpulver betreuten Papierband Feldlinienbilder aufgezeichnet. Die Eindwindungsspule hatte die Form eines Metallröhrchens mit Spalt, deren Wirkung er gut berechnen konnte und die als vereinfachte Form des modernen Aufnahme- und Wiedergabe-Kopf anzusehen ist.
- Faculté des sciences de Grenoble. Leçon d'ouverture du cours de physique. La Physique mathématique et la physique expérimentale, Paris, bureau des deux revues, 1887
- Étude théorique et expérimentale sur l'aimantation transversale des conducteurs magnétiques, Gauthier-Villars et fils, 1890
- Premiers principes d'électricité industrielle. Piles, accumulateurs, dynamos, transformateurs, Gauthier-Villars et fils, 1893
- Leçons d'Electrotechnique générale professées à l'École supérieure d'électricité, Paris, Gauthier-Villars, 1923 (lire en ligne)
- (Vorwort zu) P. Roberjot: Cours élémentaire d'électricité industrielle, Dunod, 1924
- (Vorwort zu) A. Defretin: Cours d'électricité industrielle, à l'usage des élèves-ingénieurs, libr. scientifique Hermann et Cie, coll. «Institut industriel du Nord», 1929
- (gemeinsam mit) Paul Painlevé: 1863–1933, Paris, S.G.I.E, 1934